# Červenica
Červenica es un municipio del distrito de Prešov en la región de Prešov, Eslovaquia, con una población estimada a final del año 2024 de 1099 habitantes.
Se encuentra ubicado en el centro-sur de la región, en el valle del río Torysa (cuenca hidrográfica del río Tisza) y cerca de la frontera con la región de Košice.

## Demografía
| Año        | 1994 | 2004     | 2014     | 2024     |
| ---------- | ---- | -------- | -------- | -------- |
| Población  | 585  | 759      | 918      | 1099     |
| Diferencia |      | +29,74 % | +20,94 % | +19,71 % |

| Año        | 2023 | 2024    |
| ---------- | ---- | ------- |
| Población  | 1093 | 1099    |
| Diferencia |      | +0,54 % |